# Amministrazione centrale
L'amministrazione centrale fu l'organo di governo provinciale dei dipartimenti della Repubblica Cisalpina.

## Storia
In seguito alla proclamazione della repubblica a Milano nel luglio del 1797, i dipartimenti vennero a sostituire le province lombarde a partire dal 29 messidoro V, ossia il 17 luglio. La gestione di ogni dipartimento fu affidata ad un'amministrazione centrale formata da cinque membri sul modello del direttorio nazionale. La legge prevedeva che gli amministratori avessero in mandato personale di cinque anni sfasato in modo da rinnovarne uno ogni anno ad opera dei delegati distrettuali, ma in realtà la nomina venne fatta d'imperio da Napoleone per autoproclamate esigenze militari.
L'amministrazione si occupava delle circoscrizioni locali, della suddivisione e riscossione dei tributi, e della supervisione dei comuni. A sua volta, l'amministrazione era sorvegliata da un commissario del potere esecutivo.
Il colpo di Stato conservatore dell’Armée azzerò tutto dopo un solo anno. La nuova Costituzione del 15 fruttidoro VI stabilì nuove amministrazioni centrali di soli tre membri, con un mandato personale di sei anni sfasato in modo da rinnovarne uno ogni due anni, ma anche questa volta la nomina venne fatta d'imperio dai francesi.
L'amministrazione centrale fu poi ricreata per legge nel 1802 dalla Repubblica Italiana, dopo un triennio bellico in cui le gestione era stata affidata ai comuni capoluogo, con sette o cinque membri rinnovati annualmente per terzi su proposte censuarie del consiglio generale. Si avvaleva di un ricevitore e di un segretario, e poteva essere commissariata per insubordinazione o malversazione.